# Canticum Kamarakórus
A Canticum Kamarakórus egy 1978 és 2001 között Szegeden működött énekegyüttes volt.

## Története
Az együttes 1978 őszén alakult Szegeden. Alapítói, Freund Tamás, Gyüdi Sándor, Kós Péter és Németh Csaba Hódmezővásárhelyen, az akkoriban még az egyetemi tanulmányok előtt kötelezően letöltendő sorkatonai szolgálat révén találkoztak össze mint a József Attila Tudományegyetem (ma Szegedi Tudományegyetem) Természettudományi Karára (ma Természettudományi és Informatikai Kar) felvett, frissen érettségizett fiatalok. Már a katonaság idején alkalmilag együtt énekeltek, és tanulmányaik megkezdésekor együtt jelentkeztek a Szegedi Egyetemi Énekkarba. Ennek a kórusnak a tagságából meghívott hat női énekessel kibővítették az együttest, amely először 1978. december 5-én lépett közönség elé. A Canticum nevet 1980-ban vették fel. A spontán együtt énekléstől a koncertezésig tartó – igen rövid idő alatt végbement – fejlődés során az együttes szakmai vezetőjévé Gyüdi Sándor vált, aki akkoriban – a másik három alapítóhoz hasonlóan – nem zenei pályára készült, matematika-fizika szakos egyetemista volt. Az évtizedek során a Canticum 10–16 fős vegyes kamarakórusként (6–10 nő és 4–6 férfi) működött, de mindvégig megtartotta az alapításnak megfelelő férfi kvartett formációt is; ilyen felállásban volt az 1983-as Ki mit tud? országos televíziós vetélkedő egyik győztese. 
A Canticum újszerűségét az jelentette, hogy akkoriban Magyarországon nem léteztek néhány fős szólamokból álló énekegyüttesek, amelyek karvezető dirigálása nélkül, belső irányítással énekeltek. Az egy sorban álló énekesek a közönséggel közvetlen kapcsolatban voltak, az előadás hangulata friss és fiatalos volt. A műsor-összeállítás is eltért a magyar kórusok akkoriban szokásos repertoárjától: elsősorban angol madrigálokat és kortárs zenét (ezen belül sok ismeretlen, külföldi darabot) énekelt, továbbá úttörője volt a spirituálék, a jazz és könnyűzenei feldolgozások a cappella megszólaltatásának. A kilencvenes évektől a barokk zene előadásmódja Magyarországon is megújult, az oratorikus darabok megszólaltatásában a kamarakórusok irányába tolódott el. A Canticum ebben a műfajban rendszeresen volt partnere hazai és külföldi koncerteken a Salieri Kamarazenekarnak és a Musica Parlante Kamarazenekarnak.
A Canticum Kamarakórusban nem volt jellemző a tagok sűrű cserélődése, ezért az együttes tagjainak a tanulmányok befejeztével – szakmai és családi elfoglaltságaik miatt – törvényszerűen egyre kevesebb energiájuk maradt az egyébként sok munkát igénylő, kamarazenei igényű próbálásra, így az együttes aktivitása a kilencvenes évek második felében egyre csökkent, a kamarakórus utolsó jelentős fellépésének a 2001-es bécsi és salzburgi önálló hangversenye tekinthető. A tagok egy része zenei pályára lépett (ének- és zenetanárok, hivatásos énekkari művészek, magánénekesek, karvezetők), a nem zenei területen működők közül többen ma a szegedi városi oratóriumkórus, a Vaszy Viktor Kórus tagjai.

## Országos minősítések
- Fesztiválkórus (1980)
- Kiemelt hangversenykórus (1984)

## Külföldi fellépések
- Jugoszlávia (1982)
- Kuba (1983)
- Szovjetunió (1984)
- Német Szövetségi Köztársaság (1985, 1989)
- Olaszország (1987, 1988, 1991, 1996)
- Nagy-Britannia (1988)
- Spanyolország (1990, 1991, 1992, 1994, 1996, 1998, 2000, 2001)
- Ausztria (2001)

## Zenei pályán ismertté vált egykori tagok
- Cser Krisztián operaénekes
- Megyesi Zoltán operaénekes
- Gyüdi Sándor karmester

## Nemzetközi versenyek, fesztiválok díjai
- Pécsi Nemzetközi Kamarakórus Fesztivál (1982): az ideális kamarakórus-hangzás díja
- Goriziai Nemzetközi Kórusverseny (1987 és 1991): összesen 10 díj (a vegyes kari, ill. a kamarakórus kategória I., ill. II. díjai, különdíjak)
- Llangolleni Nemzetközi Kórusverseny (1988): kamarakórus kategória II. díj

## Televíziós szereplések
- Ki mit tud? (1983), Ki mit tud-osokkal Kubában (1983)
- A Canticum – önálló műsor (1984)

## Hangfelvételek aMagyar Rádióban
Mintegy 50 ma is játszott („z-sített”) felvétel.

## Hanglemez-közreműködés
- Madarász Iván: Zenés mesék, Hungaroton HCD 32349 (2006)